# Triaenops persicus
Triaenops persicus (Dobson, 1871) è un pipistrello della famiglia dei Rinonitteridi diffusa in Medio oriente.

## Descrizione

### Dimensioni
Pipistrello di medie dimensioni, con la lunghezza della testa e del corpo tra 51 e 64 mm, la lunghezza dell'avambraccio tra 48,3 e 54 mm, la lunghezza della coda tra 31 e 39 mm, la lunghezza del piede tra 8 e 11 mm, la lunghezza delle orecchie tra 13 e 16 mm.

### Aspetto
La pelliccia è lunga e densa. Le parti dorsali variano dal giallo-brunastro chiaro al bruno-grigiastro chiaro, mentre le parti ventrali sono giallo-brunastre chiare o bianco-giallastre. Il muso è largo, piatto, la foglia nasale formata da una porzione anteriore a forma di ferro di cavallo, con un incavo centrale alla base e una proiezione ben sviluppata a forma di clessidra tra le narici. La porzione posteriore è elevata, con tre grandi proiezioni appuntite all'estremità e fino a 5 celle su ogni lato. Le orecchie sono corte, ampiamente separate tra loro, a forma di imbuto e con una prominente rientranza sul bordo posteriore appena sotto l'estremità appuntita. Le ali sono attaccate posteriormente sulla tibia poco sopra le caviglie. Il calcar è lungo circa quanto il piede, il quale è lungo, sottile e con le dita munite di artigli robusti. La punta della lunga coda si estende leggermente oltre l'ampio uropatagio. 

## Biologia

### Comportamento
Si rifugia in gruppi numerosi all'interno di grotte, tra le fronde delle palme, sotto le cortecce o nelle fenditure di pareti rocciose. L'attività predatoria inizia molto presto la sera con un volo lento e fluttuante.

### Alimentazione
Si nutre di insetti.

## Distribuzione e habitat
Questa specie è diffusa nella Penisola arabica, nell'Iran e nel Pakistan meridionali.

## Tassonomia
Sono state riconosciute 2 sottospecie:
- T.p.persicus: Provincia pakistana del Sindh, Iran meridionale, Emirati Arabi Uniti, Oman orientale e centrale;
- T.p.rufus (Milne-Edwards, 1881): Yemen occidentale e sud-occidentale.

## Conservazione
La IUCN Red List, considerato il vasto areale e la popolazione presumibilmente numerosa, classifica T.persicus come specie a rischio minimo (Least Concern)).